# Amaurobius spominimus
Amaurobius spominimus är en spindelart som beskrevs av Władysław Taczanowski 1866. Amaurobius spominimus ingår i släktet Amaurobius och familjen mörkerspindlar.
Artens utbredningsområde är Polen. Inga underarter finns listade i Catalogue of Life.